# Ugo Malagnino
Ugo Malagnino (Manduria, 23 marzo 1952) è un politico italiano.

## Biografia
Diplomato all'istituto tecnico industriale, è impiegato ASL. Dopo aver aderito giovanissimo al Partito Comunista Italiano, ricopre il ruolo di consigliere comunale a Manduria dagli anni '80 ininterrottamente fino al 2002. Dopo la svolta della Bolognina confluisce nel PDS
Nel 1996 viene eletto Deputato della XIII legislatura. Nel 1998 confluisce nei Democratici di Sinistra, che rappresenta alla Camera fino al 2001.
Nel 2007 aderisce al neonato Partito Democratico di cui è dirigente locale a Manduria.